# 国際連合安全保障理事会決議85
国際連合安全保障理事会決議85（こくさいれんごうあんぜんほしょうりじかいけつぎ85）は、1950年7月31日に国際連合安全保障理事会で採択された決議。
ダグラス・マッカーサー元帥率いる国連軍に対して朝鮮半島の民間人を支援する権限を与え、専門機関、国連の適切な補助機関、適切な非政府組織に対し国連軍を支援することを要請した。この決議は、マッカーサー元帥の下での統一司令部を創設する安保理決議84が可決された後の第479回会合で採択されたものである。
この決議は、賛成9、反対0、棄権1で採択された。棄権したのはユーゴスラビアである。ソビエト連邦は1950年1月以降、中国の国連における代表権が中華人民共和国ではなく中華民国に割り当てられていることに抗議して国連の全ての会合をボイコットしていたため、この安保理の会合にも出席しておらず、ソ連の拒否権は行使されなかった。